# Gael Martin
Gael Martin (Gael Patricia Martin, geb. Mulhall; * 27. August 1956 in Melbourne) ist eine ehemalige australische Kugelstoßerin und Diskuswerferin, die 1984 eine olympische Bronzemedaille gewann.
Bei den Commonwealth Games 1978 in Edmonton siegte sie im Kugelstoßen und holte Silber im Diskuswurf. 1980 wurde sie bei den Olympischen Spielen in Moskau Zwölfte im Kugelstoßen und schied mit dem Diskus in der Qualifikation aus. Im Jahr darauf wurde sie bei den Pacific Conference Games des Dopings mit anabolen Steroiden überführt.
Zwei Silbermedaillen in ihren Disziplinen bei den Commonwealth Games 1982 in Brisbane folgte ein elfter Platz bei den Leichtathletik-Weltmeisterschaften 1983 in Helsinki. Bei den Olympischen Spielen 1984 in Los Angeles gewann sie Bronze im Kugelstoßen und wurde Achte im Diskuswurf. 
1985 wurde sie Siebte im Kugelstoßen bei den Leichtathletik-Hallenweltspielen in Paris, und 1986 schloss sie ihre internationale Karriere mit einem Doppelgold bei den Commonwealth Games in Edinburgh ab.
Insgesamt wurde sie elfmal australische Meisterin im Kugelstoßen (1976–1981, 1983–1987) und neunmal im Diskuswurf (1977–1981, 1983, 1984, 1986, 1987).
1987 gab sie gegenüber einer Untersuchungskommission der australischen Bundesregierung an, während ihrer gesamten Sportlerlaufbahn Doping mit anabolen Steroide betrieben zu haben.

## Persönliche Bestleistungen
- Kugelstoßen: 19,74 m, 14. Juli 1984, Berkeley (australischer Rekord)
  - Halle: 16,71 m, 18. Januar 1985, Paris
- Diskuswurf: 63,00 m, 11. Januar 1979, Melbourne